# Ruillé-en-Champagne
Ruillé-en-Champagne ist eine französische Gemeinde mit 301 Einwohnern (Stand: 1. Januar 2022) im Département Sarthe in der Region Pays de la Loire. Sie gehört zum Arrondissement  Mamers und zum Kanton Loué (bis 2015: Kanton Conlie). Die Einwohner werden Ruilléens oder Ruillacois genannt.

## Geographie
Ruillé-en-Champagne liegt etwa 22 Kilometer westnordwestlich von Le Mans am Vègre. Umgeben wird Ruillé-en-Champagne von den Nachbargemeinden Saint-Symphorien im Norden und Nordwesten, Bernay-Neuvy-en-Champagne im Osten und Nordosten, Amné im Osten und Südosten, Épineu-le-Chevreuil im Süden sowie Chemiré-en-Charnie im Westen.

## Bevölkerungsentwicklung
| Jahr                      | 1962 | 1968 | 1975 | 1982 | 1990 | 1999 | 2007 | 2013 |
| Einwohner                 | 402  | 355  | 327  | 281  | 262  | 289  | 318  | 346  |
| Quelle: Cassini und INSEE |      |      |      |      |      |      |      |      |

## Sehenswürdigkeiten

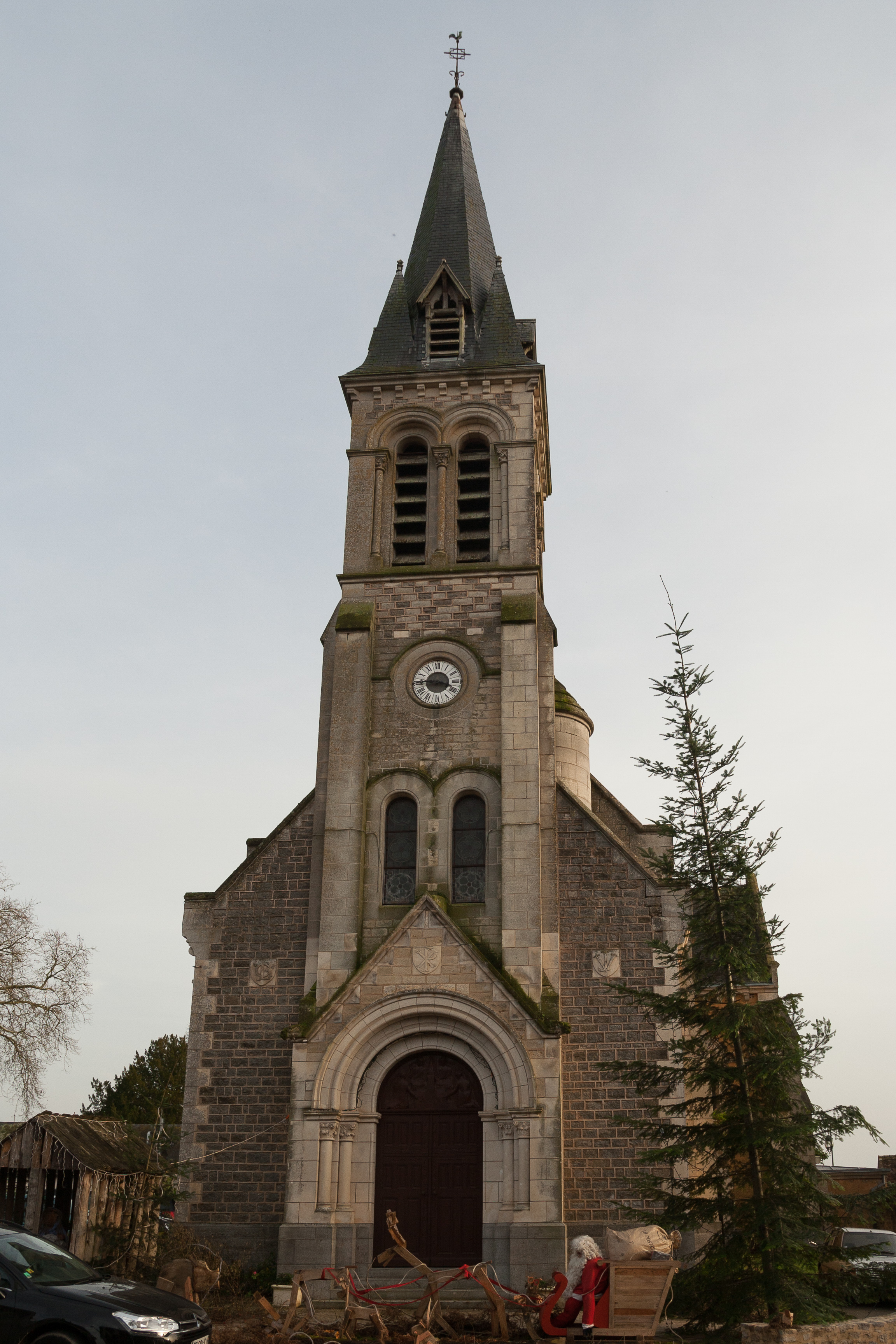
Kirche Saint-Nazaire

- Kirche Saint-Nazaire